# (463941) 2014 UK198
(463941) 2014 UK198 es un asteroide perteneciente al cinturón de asteroides, descubierto el 16 de septiembre de 2009 por el equipo Spacewatch desde el Observatorio Nacional de Kitt Peak (Arizona, Estados Unidos).